# Paul Hinschius
Paul Hinschius (né le 25 décembre 1835 à Berlin, mort le 13 décembre 1898 dans la même ville) est un professeur de droit religieux.

## Biographie
Paul Hinschius étudie à Berlin et à Heidelberg et reçoit l'habilitation universitaire. Assesseur, il est employé à la Kammergericht, en 1859, à la même époque à la faculté de droit de sa ville natale, où il a également aussi l'habilitation la même année. Nommé professeur associé à Halle en 1863, il revient à Berlin en 1865, mais accepte en 1868 un poste de professeur titulaire à l'université de Kiel. Il est représentant à la Chambre des seigneurs de Prusse en 1871 et 1872.
Au synode provincial de l'Église évangélique luthérienne de Schleswig-Holstein (de) à Rendsburg en 1871, il est élu en tant que membre l'un des chefs du parti libéral ecclésiastique. En 1872, il retourne à Berlin en tant que professeur ordinaire de droit canonique, où il donne ensuite des conférences sur le droit canonique, le droit civil prussien et la procédure civile. Il prend part aux conférences du Ministère prussien des Affaires spirituelles, éducatives et médicales pour la préparation des lois religieuses. Élu au Reichstag la même année, il représente la faction libérale nationale.
Au cours d'un important voyage scientifique à travers l'Italie, l'Espagne, la France, l'Angleterre, l'Écosse, l'Irlande, la Hollande et la Belgique dans les années 1860 et 1861, il rassemble les éléments de son édition critique des Fausses décrétales.
Avec son père Franz Hinschius, avocat à Berlin, il publie de 1862 à 1866 Preußische Anwaltszeitung et, de 1867 à 1871, Zeitschrift für Gesetzgebung und Rechtspflege in Preußen que poursuivra Jacob Friedrich Behrend (de).
De plus, il collabore à l’Encyklopädie der Rechtswissenschaft  dirigé par Franz von Holtzendorff sur le droit religieux et fournit de nombreux articles pour son Rechtslexikon.